# Pusher III
Pusher III er en dansk kriminalfilm fra 2005, skrevet og instrueret af Nicolas Winding Refn. Den er en fortsættelse til Pusher og Pusher II

## Handling
Den tredje del i Winding Refns Pusher-trilogi handler om narkohandleren Milo (Zlatko Buric). Hans position som en af Københavns førende gangstere er truet af både en østeuropæisk mafia og en fremadstræbende araber. Filmen følger ham i forsøget på at genvinde sin position. Han skal samtidigt holde fødselsdagsfest for sin datter, hvis kæreste er på vej ind i branchen. Lille Mohammed er forsvundet med ecstasy piller for en formue, og Milo inddrager store dele af den arabiske underverden for at finde ham. Efterhånden som tingene griber om sig, står det klart for Milo, at der er mange, der forsøger at udnytte situationen. Det er på tide, at han viser, at han stadig er på toppen...

## Medvirkende
- Zlatko Buric
- Marinela Dekic
- Ilyas Agac
- Levino Jensen